# Vitana

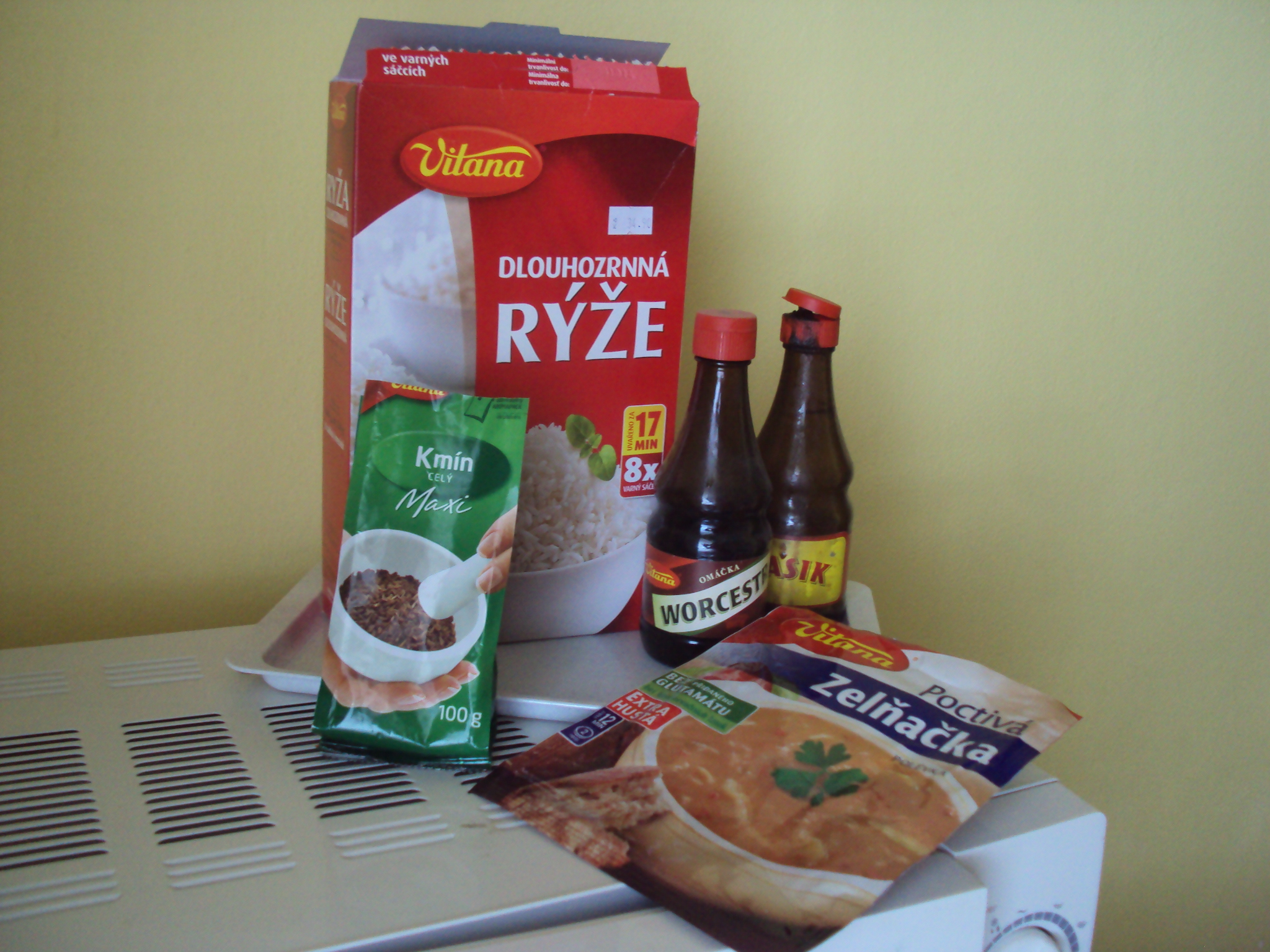
Ukázka sortimentu firmy

Vitana je značka společnosti Orkla Foods Česko a Slovensko (do února 2020 Vitana, a.s.) zabývající se výrobou potravinářského sortimentu, jejíž hlavní výrobna je v Byšicích na Mělnicku. Vlastníkem značky je od roku 2013 norská společnost Orkla, která Vitanu odkoupila od norského koncernu Rieber & Son, jež společnost privatizoval v roce 1992. Společnost Orkla nicméně v minulosti již zvažovala prodej Vitany.
Po akvizici české potravinářské společnosti Hamé společností Orkla na konci roku 2015 se stala společnost Vitana právě vlastníkem společnosti Hamé, kterou vlastní i po svém přejmenování na Orkla Foods Česko a Slovensko a.s.

## Historie
Původní státem řízený národní podnik vznikl na základech dvou soukromých a po druhé světové válce znárodněných podniků – společností Graf a Maggi.
Původně pražský podnik Graf, spol. s.r.o vznikl roku 1919. V roce 1920 zahájil malovýrobu sladových výtažků v Podbabě a již rok poté se zaregistroval jako akciová společnost. V roce 1925 firma koupila budovu cukrovaru (pocházejícího z roku 1872) v Byšicích. V Praze vybudovala velké sklady a nové sídlo firmy na Florenci. Postupně rozšiřovala sortiment, v oboru polévek se firma stala v předválečném období největším českým výrobcem. Po roce 1945 byla ve firmě zavedena národní správa (národním správcem byl jmenován Jaroslav Srb, který byl v podniku dlouhodobě zaměstnán) a od roku 1948 se změnila na Československé mlýny, národní podnik Praha II. Poté následovala řada reorganizací a vznik národního podniku Vitana v Byšicích.
Prostřednictvím poválečného znárodnění se součástí nově vzniklého národního podniku Vitana stala tuzemská pobočka koncernu Maggi v Kralupech nad Vltavou.
Název Vitana je s ohledem na její sortiment zřejmě odvozen z latinského slova vita (život), respektive vitalitas (životnost). Ochranná známka Vitana byla zaregistrována roku 1950 a v prosinci téhož roku začala výroba prvního výrobku značky Vitana. Šlo o polévkové koření, jehož složení bylo prakticky identické s dosavadní produkcí značky Maggi, které díky tomu už stát nemusel oficiální cestou v rámci zahraniční licence vyráběl v dosavadním objemu.
Po roce 1989 došlo k rozpadu národních podniků. V roce 1991 se z podniku odloučil závod 03 v Pardubicích, který s výrobnou kávovin převzala firma Kávoviny a.s. Pardubice.
Od roku 1992 je registrována jako Vitana a.s. (IČ 14803691), později se stala samostatnou divizí norského nadnárodního koncernu Rieber & Søn, od roku 2013 společnost převzal norský holding Orkla. Od 1. února 2020 nese společnost název Orkla Foods Česko a Slovensko a.s.

## Zaměření firmy
Firma vyrábí a prodává polévky, bujóny, omáčky, rýži, luštěniny, bramborová jídla, dehydrovaná hotová jídla, koření, kořenící směsi, pečicí přípravky atd. Po napojení na koncern Rieber zprostředkovává v Česku prodej jeho sortimentů (např. rybičky).

## Výrobní závody
Hlavním závodem je na místě cukrovaru vybudovaná továrna v Byšicích na výrobu polévek. Adresa závodu je Byšice, Mělnická 133. Koření a kořenící směsi jsou zpracovávány ve Varnsdorfu, rýže a luštěniny v Roudnici nad Labem.